# NO,Thank You!
「NO,Thank You!」是「放學後TEA TIME」所演唱的單曲。於2010年8月4日由波麗佳音發行。

## 概要
是TBS系列播放的電視動畫『K-ON!!』的後期主題曲。和「Utauyo!! MIRACLE」同日發行。 
「放學後TEA TIME」是『K-ON!!』中登場的平澤唯、秋山澪、田井中律、琴吹紬、中野梓5人樂隊。歌由聲優豐崎愛生、日笠陽子、佐藤聰美、壽美菜子、竹達彩奈主唱。「NO,Thank You!」是秋山澪（日笠陽子）和其他4人所唱的。
CD分為初回限定盤和通常盤2種。初回限定盤和通常盤的包裝有所不同，初回限定盤（PCCG-70079）帶有可替換的角色封面。

## 收錄曲
1. NO,Thank You!
作詞：大森祥子；作曲：前澤寬之；編曲：小森茂生
電視動畫『K-ON!!』後期片尾曲。
2. Girls in Wonderland
作詞：大森祥子；作曲：前澤寬之；編曲：小森茂生
3. NO,Thank You!（instrumental）
4. Girls in Wonderland（instrumental）

## 外部連結
- 波麗佳音